# JO Club
Le JO Club est une émission de télévision française en direct diffusée quotidiennement sur France 2 durant les Jeux olympiques de 2018, 2020 et 2022 et présentée par Laurent Luyat.

## Principe de l'émission
À l'issue de la journée olympique, Laurent Luyat présente un magazine sportif d'une heure pour faire le bilan de la journée olympique en présence des journalistes et consultants de France Télévisions. Elle propose aussi des rubriques pour découvrir les sports et les athlètes olympiques ainsi que la Corée du Sud, pays hôte des Jeux olympiques.
Les journalistes de France Télévisions étant obligé de prendre un jour de repos dans la semaine, Matthieu Lartot remplace Laurent Luyat le 18 et 19 février 2018.
L'émission revient à l'antenne lors des Jeux olympiques d'été de 2020 à Tokyo. Elle est toujours présentée par Laurent Luyat. Il est remplacé par Matthieu Lartot le 28 juillet 2021 et le 3 août 2021.
L'émission est de nouveau diffusée durant les Jeux olympiques d'hiver de 2022 à Pékin à partir du 2 février 2022.

## Diffusion
L'émission est retransmise après la retransmission du direct des Jeux olympiques d'hiver de 2018 de 17 h 40 à 18 h 40 du 9 au 25 février 2018  en direct sur France 2 (sauf le 10 et 24 février ou les JO sont sur France 3 jusqu'à 18 h 40 en raison du Tournoi des Six Nations sur France 2). Les dimanches 11, 18 et 25 février, l'émission est diffusée sous forme d'édition spéciale de Stade 2. Chaque jour, l'émission est redifusée à 20 h 10 sur France 4.
En 2021 et 2022, elle est toujours diffusée sur France 2 de 17 h 30 à 18 h 30, après les épreuves olympiques.

## Rubriques

### JO 2018
- Légendes : Retour sur un moment ou un athlète resté dans l'histoire des Jeux olympiques d'hiver.
- L'express'o : Les images du jour à retenir.
- Very Good Trip in Korea : Rodolphe Gaudin se promène en Corée du Sud afin de faire découvrir la culture du pays hôte des Jeux olympiques.
- Juste avant : Chaque jour, un athlète français parle de ses derniers préparatifs avant une épreuve sportive.
- L'image du jour : Chaque jour, les téléspectateurs votent sur twitter pour choisir l'image du jour.

### JO 2020
- Un jour à Tokyo : Retour en images sur les moments forts de la journée olympique.
- Chaque jour, Florent Dabadie, journaliste sportif vivant à Tokyo, présente un nouvel élément de la vie dans la capitale japonaise.

### JO 2022
- Un jour à Pékin : Retour en images sur les moments forts de la journée olympique.
- Chaque jour, Arnauld Miguet, grand reporter de France Télévisions à Pékin, présente des coutumes ou un quartier de la capitale chinoise.

## Détails des émissions

### JO 2018
| Émission | Date            | Invité(s) | Journalistes et consultants de Francetv Sport présents |
| -------- | --------------- | --- | --- |
| 1        | 9 février 2018  | Vianney | Alexandre Pasteur (Cérémonie d'ouverture) Christian Choupin et Guilbaut Colas (Ski de bosses) Nelson Monfort et Philippe Candeloro (Patinage artistique) |
| 2        | 10 février 2018 | - | Benoît Durand (Short-track) Fabrice Guy (Saut à Ski) Vincent Jay (Biathlon) Mathieu Crepel (Snowboard) |
| 3        | 11 février 2018 | Perrine Laffont, championne olympique en ski acrobatique dans l'épreuve des bosses en 2018 | Christian Choupin et Guilbaut Colas (Ski de bosses) Alexandre Boyon et Vincent Jay (Biathlon) |
| 4        | 12 février 2018 | Martin Fourcade, champion olympique de poursuite en biathlon en 2018 · Anaïs Bescond, médaillée de bronze de poursuite en biathlon en 2018                                                                                 | Alexandre Boyon et Vincent Jay (Biathlon) Christian Choupin et Mathieu Crepel (Snowboard) |
| 5        | 13 février 2018 | Alexis Pinturault, vice-champion olympique de combiné en ski alpin en 2018 · Victor Muffat-Jeandet, médaillé de bronze de combiné en ski alpin en 2018 · Sophie Rodriguez                                                  | Alexandre Pasteur et Luc Alphand (Ski alpin) Mathieu Crepel (Snowboard) |
| 6        | 14 février 2018 | Patrick Burgener | Mathieu Crepel (Snowboard) Nelson Monfort et Philippe Candeloro (Patinage artistique) Fabrice Guy (Saut à Ski) |
| 7        | 15 février 2018 | Pierre Vaultier, champion olympique de snowboardcross en 2018 | Alexandre Boyon et Vincent Jay (Biathlon) Christian Choupin et Mathieu Bozzetto (Snowboard) |
| 8        | 16 février 2018 | Julia Pereira De Sousa Mabileau, vice-championne olympique de snowboardcross en 2018 · Bruno Massot et Aljona Savchenko, champions olympiques en patinage artistique en 2018                                               | Christian Choupin et Mathieu Bozzetto (Snowboard) Nelson Monfort et Philippe Candeloro (Patinage artistique) Alexandre Pasteur et Luc Alphand (Ski alpin) |
| 9        | 17 février 2018 | - | Mathieu Bozzetto (Snowboard) Patrick Montel et Fabrice Guy (Saut à ski) Vincent Jay (Biathlon) Carole Montillet (Ski alpin) |
| 10       | 18 février 2018 | Alexis Pinturault, médaillé de bronze de slalom géant en ski alpin en 2018 · Adrien Backscheider, Jean-Marc Gaillard, Maurice Manificat et Clément Parisse, médaillés de bronze en relais 4 × 10 km de ski de fond en 2018 | Alexandre Pasteur et Luc Alphand (Ski alpin) David Sandona et Fabrice Guy (Ski de fond) Alexandre Boyon et Vincent Jay (Biathlon) Richard Coffin et Bruno Thomas (Bobsleigh) |
| 11       | 19 février 2018 | Romain Heinrich et Dorian Hauterville | Nelson Monfort et Annick Dumont (Patinage artistique) Richard Coffin et Bruno Thomas (Bobsleigh) Fabrice Guy (Biathlon) |
| 12       | 20 février 2018 | Gabriella Papadakis et Guillaume Cizeron, vices-champions olympiques de danse sur glace en 2018 · Marie Martinod, vice-championne olympique de ski acrobatique en half-pipe en 2018, et sa fille Mélirose                  | Nelson Monfort, Annick Dumont et Philippe Candeloro (Patinage artistique) Alexandre Boyon et Vincent Jay (Biathlon) Christian Choupin et Rafael Regazzoni (Ski acrobatique) |
| 13       | 21 février 2018 | Maurice Manificat et Richard Jouve, médaillés de bronze de ski de fond en sprint par équipes en 2018 · Jean-Frédéric Chapuis, Arnaud Bovolenta et François Place · Thibaut Fauconnet et Tifany Huot-Marchand               | Alexandre Boyon et Vincent Jay (Ski de fond) Carole Montillet (Ski alpin) Christian Choupin et Enak Gavaggio (Ski cross) Benoît Durand (Short-track) |
| 14       | 22 février 2018 | Anaïs Chevalier, Marie Dorin-Habert, Justine Braisaz et Anaïs Bescond, médaillées de bronze du relais féminin en biathlon en 2018 · David Wise, champion olympique de half-pipe en ski acrobatique en 2018                 | Alexandre Boyon et Vincent Jay (Biathlon) Rafael Regazzoni (Ski acrobatique) Luc Alphand (Ski alpin) |
| 15       | 23 février 2018 | Alizée Baron | Nelson Monfort (Patinage artistique) Enak Gavaggio (Ski cross) Vincent Jay (Biathlon) |
| 16       | 24 février 2018 | Martin Fourcade, triple champion olympique en biathlon (de la poursuite, de la mass start et du relais mixte) en 2018 | Alexandre Pasteur et Carole Montillet (Ski alpin) Mathieu Bozzetto (Snowboard) Alexandre Boyon et Vincent Jay (Biathlon) |
| 17       | 25 février 2018 | - | Nelson Monfort et Annick Dumont (Patinage artistique) Benoît Durand (Short-track) Thierry Adam (Hockey sur glace) Alexandre Pasteur et Carole Montillet (Ski alpin) Alexandre Boyon et Vincent Jay (Biathlon) Patrick Montel et Céline Géraud Christian Choupin, Mathieu Crepel et Mathieu Bozzetto (Snowboard) Richard Coffin et Bruno Thomas (Bobsleigh) |

### JO 2020
Les athlétes invités sont présents en plateau seulement s'ils ont terminé l'ensemble de leurs épreuves olympiques et ont quitté définitement le village olympique.
| Émission | Date            | Invité(s) | Journalistes et consultants de France.tv Sport présents |
| -------- | --------------- | --- | --- |
| 1        | 24 juillet 2021 | - | Rodolphe Gaudin et Émilie Andéol (judo) Brahim Asloum (boxe) Nicolas Geay (cyclisme sur route) Emmanuel Roux et Jérôme Fernandez (handball) Hamilton Sabot (gymnastique artistique)                                |
| 2        | 25 juillet 2021 | Amandine Buchard, vice-champion olympique de judo en 2021 · Vincent Milou, 4e en skateboard (en street) en 2021 | Rodolphe Gaudin et Émilie Andéol (judo) Jean-Philippe Guilin et Richard Dacoury (basket-ball) Matthieu Lartot (tennis) Brice Guyart (escrime) Grégory Poissonnier (skateboard) Justine Dupont (surf)               |
| 3        | 26 juillet 2021 | Sarah-Léonie Cysique, vice-champion olympique de judo en 2021 · Manon Brunet, médaillée de bronze en escrime en 2021 | Rodolphe Gaudin et Émilie Andéol (judo) Brice Guyart (escrime) Nicolas Geay (VTT et triathlon) Brahim Asloum (boxe)                                                                                                |
| 4        | 27 juillet 2021 | Clarisse Agbegnenou, championne olympique de judo en 2021 · Althéa Laurin, médaillée de bronze en taekwondo en 2021 | Émilie Andéol (judo) Gwladys Épangue (taekwondo) Brahim Asloum (boxe) Fabien Lévêque (tennis) Céline Dumerc (basket-ball)                                                                                          |
| 5        | 28 juillet 2021 | Matthieu Androdias et Hugo Boucheron, champions olympiques d'aviron en 2021 | Adrien Hardy (aviron) Hamilton Sabot (gymnastique) Justine Henin (tennis) Fabien Lévêque (tennis / football) Vincent Clerc (rugby à sept) Richard Dacoury (basket-ball)                                            |
| 6        | 29 juillet 2021 | Claire Bové et Laura Tarantola, vice-championnes olympiques d'aviron en 2021 · Madeleine Malonga, vice-championne olympique de judo en 2021 · Anita Blaze, Astrid Guyart, Pauline Ranvier, Ysaora Thibus, vice-championnes olympiques d'escrime en 2021 | Hélène Macurdy et Adrien Hardy (aviron) Rodolphe Gaudin et Émilie Andéol (judo) Yannick Agnel (natation) Fabien Lévêque (tennis) Brice Guyart (escrime)                                                            |
| 7        | 30 juillet 2021 | Laurent Calleja · Romane Dicko, médaillée de bronze en judo en 2021 · Teddy Riner, médaillé de bronze en judo en 2021 | Rodolphe Gaudin et Émilie Andéol (judo) Brahim Asloum (boxe) Fabien Lévêque et Justine Henin (tennis) |
| 8        | 31 juillet 2021 | Clarisse Agbegnenou, Amandine Buchard, Guillaume Chaine, Axel Clerget, Sarah-Léonie Cysique, Romane Dicko, Alexandre Iddir, Kilian Le Blouch, Madeleine Malonga, Margaux Pinot, Teddy Riner, champions olympiques en judo en 2021 · Cassandre Beaugrand, Dorian Coninx, Vincent Luis, Léonie Périault, médaillés de bronze en triathlon en 2021 · Charline Picon, vice-championne olympique en voile en 2021 · Thomas Goyard, vice-champion olympique en voile en 2021 | Rodolphe Gaudin et Émilie Andéol (judo) Brahim Asloum (boxe) Vincent Clerc (rugby à sept) Brice Guyart (escrime)                                                                                                   |
| 9        | 1er août 2021   | - | Brice Guyart (escrime) Alexandre Boyon et Yannick Agnel (natation) Jérôme Fernandez (handball) Alexandre Pasteur et Stéphane Diagana (athlétisme) Brahim Asloum (boxe) Benoît Durand et Hubert Henno (volley-ball) |
| 10       | 2 août 2021     | Jean Quiquampoix, champion olympique en tir en 2021 | Jean-Baptiste Marteau et Virginie Coupérie-Eiffel (équitation) Hamilton Sabot (gymnastique) Valérie Nicolas (handball) Céline Dumerc (basket-ball)                                                                 |
| 11       | 3 août 2021     | Renaud Lavillenie | Stéphane Diagana (athlétisme) Jérôme Fernandez (handball) Richard Dacoury (basket-ball) Charlotte Durif (escalade)                                                                                                 |
| 12       | 4 août 2021     | Camille Lecointre et Aloïse Retornaz, médaillés de bronze en voile en 2021 | Benoît Durand (athlétisme et handball) Valérie Nicolas (handball) Grégory Poissonnier (skateboard) Virginie Dedieu (natation synchronisée et plongeon)                                                             |
| 13       | 5 août 2021     | Steven Da Costa, champion olympique en karaté en 2021 | Rodolphe Gaudin et David Felix (karaté) Jean-Philippe Guilin et Richard Dacoury (basket-ball) Emmanuel Roux et Jérôme Fernandez (handball) Benoît Durand et Hubert Henno (volley-ball)                             |
| 14       | 6 août 2021     | Kevin Mayer, vice-champion olympique de décathlon en 2021 | Emmanuel Roux et Valérie Nicolas (handball) Céline Dumerc (basket-ball) Benoît Durand (athlétisme) Marinette Pichon (football)                                                                                     |
| 15       | 7 août 2021     | - | Céline Dumerc (basket-ball) Emmanuel Roux et Jérôme Fernandez (handball) Richard Dacoury (basket-ball) Jean-Baptiste Marteau et Virginie Coupérie-Eiffel (équitation)                                              |

### JO 2022
Comme en 2020, les athlètes invités sont présents en plateau seulement s'ils ont terminé l'ensemble de leurs épreuves olympiques et ont quitté définitement le village olympique.
Les commentateurs du ski alpin participent à l'émission en duplex depuis leur hôtel à Xiaohaituo.
| Émission | Date            | Invité(s) | Journalistes et consultants de France.tv Sport présents |
| -------- | --------------- | --- | --- |
| 1        | 6 février 2022  | Perrine Laffont, 4e en ski de bosses en 2022 · Benjamin Cavet, 4e en ski de bosses en 2022 · Émilien Jacquelin et Quentin Fillon Maillet, vice-champion olympique de biathlon en 2022 | Maxence Regnault et Guilbaut Colas (Ski de bosses) Alexandre Pasteur et Luc Alphand (Ski alpin) Fabrice Guy (Saut à ski) Marie Dorin-Habert (Biathlon) Marie Martinod (Ski acrobatique)                                                 |
| 2        | 7 février 2022  | Johan Clarey, vice-champion olympique de descente en 2022 | Alexandre Pasteur et Luc Alphand (Ski alpin) Marie Dorin-Habert (Biathlon) Marie Martinod (Ski acrobatique) Mathieu Crepel (Snowboard) Fabrice Guy (Saut à ski)                                                                         |
| 3        | 8 février 2022  | Quentin Fillon Maillet, champion olympique de biathlon en 2022 · Tess Ledeux, vice-championne olympique de descente en 2022                                                           | Marie Dorin-Habert (Biathlon) Alexandre Pasteur et Luc Alphand (Ski alpin) Marie Martinod (Ski acrobatique) Nelson Monfort, Philippe Candeloro et Annick Dumont (Patinage artistique)                                                   |
| 4        | 9 février 2022  | Chloé Trespeuch, vice-championne olympique de snowboard en 2022 | Mirabelle Thovex (Snowboard) Marie Martinod (Ski acrobatique) Mathieu Crepel (Snowboard) Fabrice Guy (Saut à ski) Alexandre Pasteur et Carole Montillet (Ski alpin)                                                                     |
| 5        | 10 février 2022 | - | Alexandre Pasteur et Luc Alphand (Ski alpin) Mirabelle Thovex (Snowboard) Marie Martinod (Ski acrobatique) Mathieu Crepel (Snowboard) Nelson Monfort, Philippe Candeloro et Annick Dumont (Patinage artistique) Bruno Thomas (Skeleton) |
| 6        | 11 février 2022 | | Alexandre Pasteur, Luc Alphand et Carole Montillet (Ski alpin) Alexandre Boyon et Marie Dorin-Habert (Biathlon) Mathieu Crepel (Snowboard) Fabrice Guy (Saut à ski)                                                                     |
| 7        | 13 février 2022 | Mathieu Faivre, médaillé de bronze en Slalom géant en 2022 · Julia Pereira de Sousa Mabileau et Merlin Surget                                                                         | Alexandre Boyon et Marie Dorin-Habert (Biathlon) Alexandre Pasteur, Luc Alphand et Carole Montillet (Ski alpin) |
| 8        | 14 février 2022 | Guillaume Cizeron et Gabriella Papadakis, champions olympiques de patinage artistique en 2022                                                                                         | Nelson Monfort, Philippe Candeloro et Annick Dumont (Patinage artistique) Marie Martinod (Ski acrobatique) Alexis Contin (Patinage sur vitesse) Bruno Thomas (Bobsleigh) Fabrice Guy (Saut à ski)                                       |

## Audiences
| Émission No | Jour de diffusion        | Audience moyenne          | Audience moyenne | Références        |
| Émission No | Jour de diffusion        | Nombre de téléspectateurs | PDM              | Références        |
| ----------- | ------------------------ | ------------------------- | ---------------- | ----------------- |
| JO 2018     |                          |                           |                  |                   |
| 5           | Mardi 13 février 2018    | 1 409 000                 | 11,2 %           | [réf. nécessaire] |
| 10          | Dimanche 18 février 2018 | 2 460 000                 | -                | [ 3 ]             |
| JO 2020     |                          |                           |                  |                   |
| 1           | Samedi 24 juillet 2021   | 1 840 000                 | 18,5 %           | [ 4 ]             |
| 2           | Dimanche 25 juillet 2021 | 2 700 000                 | 24,1 %           | [ 5 ]             |
| 3           | Lundi 26 juillet 2021    | 1 990 000                 | 20,1 %           | [ 6 ]             |
| 8           | Samedi 31 juillet 2021   | 2 440 000                 | 23,5 %           | [ 7 ]             |
| 9           | Dimanche 1er août 2021   | 2 460 000                 | 22,4 %           | [ 8 ]             |
| 11          | Mardi 3 août 2021        | 2 750 000                 | 25,8 %           |                   |
| 12          | Mercredi 4 août 2021     | 2 360 000                 | 23,2 %           |                   |
| 14          | Vendredi 6 août 2021     | 2 080 000                 | 22,6 %           | [ 9 ]             |
| 15          | Samedi 7 août 2021       | 2 440 000                 | 23,5 %           | [ 10 ]            |

Légende :
- Les plus hauts chiffres d'audience
- Les plus bas chiffres d'audience